# Desmona bethula
Desmona bethula är en nattsländeart som beskrevs av Donald G. Denning 1954. Desmona bethula ingår i släktet Desmona och familjen husmasknattsländor. Inga underarter finns listade i Catalogue of Life.